# 1111

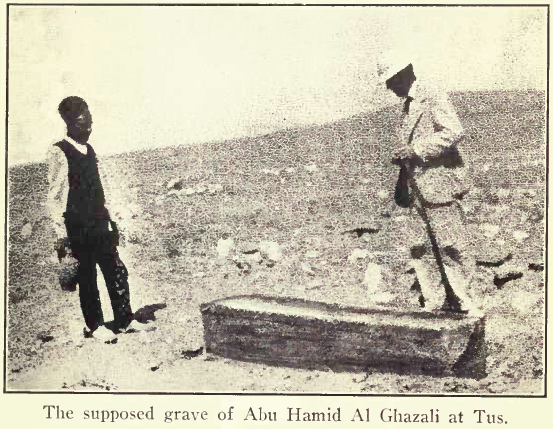
Het vermeende graf van Al-Ghazali

Het jaar 1111 is het 11e jaar in de 12e eeuw volgens de christelijke jaartelling.

## Gebeurtenissen
- Hendrik V, die de keizerstitel en het recht van investituur wil verkrijgen, neemt paus Paschalis II gevangen en erkent tegenpaus Silvester IV.
- 11 april - Hendrik V en Paschalis II komen tot een vergelijk. In de komende dagen treedt Silvester IV terug en wordt (13 april) Hendrik V tot keizer gekroond.
- Synode van Rathbreasail: De Ierse kerk wordt veranderd van een monastische naar een diocesale kerkordening. Het eiland wordt verdeeld in twee provincies, Armagh en Cashel, en 24 bisdommen.
- 19 december - Eustatius I Grenier wordt heer van Sidon.
- De stad Pamiers wordt gesticht.
- 1 september- Koning Koloman van Hongarije verleent rechten op bezittingen in westelijk Slowakije aan de abdij van Zobor. Het betreffende Zoborská listina geldt samen met een dergelijk document uit 1113 als het oudst bewaarde document in het Slowaaks.
- Sigurd I keert na zijn kruistocht terug naar Noorwegen. Hij maakt Konghelle tot de hoofdstad van zijn deel van het land.
- Voor het eerst vermeld: Cadzand, Mainvault, Mal, Trenčín, Tvrdošín

## Opvolging
- Antiochië - Bohemund I opgevolgd door zijn zoon Bohemund II onder regentschap van Tancred
- Apulië - Rogier I opgevolgd door zijn zoon Willem II
- patriarch van Constantinopel - Nicolaas III Grammaticus opgevolgd door Johannes IX Agapetus
- Holstein - Godfried van Hamburg opgevolgd door Adolf van Schaumburg (jaartal bij benadering)
- Powys - Cadwgan ap Bleddyn opgevolgd door Owain ap Cadwgan
- aartsbisdom Rouen - Geoffrey Brito in opvolging van Willem Bonne-Âme
- Vlaanderen - Robrecht II opgevolgd door zijn zoon Boudewijn VII
- Zähringen - Berthold II opgevolgd door zijn zoon Berthold III

## Geboren
- Agnes van Oostenrijk, echtgenote van groothertog Wladislaus de Balling van Polen (jaartal bij benadering)

## Overleden
- 22 februari - Rogier I (~49), hertog van Apulië (1085-1111)
- 3 maart - Bohemund I (~52), vorst van Antiochië (1096-1111) en heer van Tarente
- 12 april - Berthold II van Zähringen, hertog van Zwaben (1092-1098) en Zähringen
- 17 april - Robert van Molesme (~82), Frans kloosterstichter
- 1/2 oktober - Robrecht II, graaf van Vlaanderen
- 8 november - Otto II, graaf van Habsburg
- 19 december - Al-Ghazali (~53), Perzisch filosoof
- Rinchen Drag (~71), Tibetaans geestelijke